# Conacul Teleki din Țelna
Conacul Teleki din Țelna este un ansamblu de monumente istorice aflat pe teritoriul satului Țelna; comuna Ighiu.
Ansamblul este format din următoarele monumente:
- Conacul Teleky (cod LMI AB-II-m-A-00379.01)
- Anexe (cod LMI AB-II-m-A-00379.02)